# Orthogonioptilum brunneum
Orthogonioptilum brunneum är en fjärilsart som beskrevs av Jordan 1922. Orthogonioptilum brunneum ingår i släktet Orthogonioptilum och familjen påfågelsspinnare. Inga underarter finns listade i Catalogue of Life.